# Aguel'hoc
Adl'hocos (ou Ad'lhocos, (nom officiel), est une commune rurale malienne dans le cercle de Tessalit et la région de Kidal.

## Géographie

Carte administrative de la région de Kidal

Aguel'hoc se situe en zone désertique au nord de la vallée du Tilemsi, dans l’Adrar des Ifoghas, sur la route transsaharienne, à 430 km au nord de Gao, 80 km au sud de Tessalit et à 150 km au sud de la frontière algérienne. Le territoire de la commune comprend à la fois des zones montagneuses, notamment dans toute la partie est (en particulier le massif de Tigharghar, zone difficilement pénétrable, « château d'eau » de la région et zone de refuge souvent utilisée par les rébellions), mais également de grandes étendues plates (vallée du Tilemsi). Elle est traversée de grands oueds grossièrement NE–SW où se concentre la végétation arborée et où s'installent les campements nomades.
La superficie de la commune est d’environ 22 000 km2, soit l’équivalent d'Israël.
Sa population, à 95 % touarègue, se monte à plus de 11 000 habitants (nombre approximatif issu du dernier recensement). La grande majorité vit de l’élevage nomade.

## Histoire récente
Le 25 janvier 2012, la ville est prise par Al-Qaïda au Maghreb islamique, Ansar Dine et le MNLA, 82 à 153 soldats maliens sont massacrés,. Les djihadistes instaurent alors la charia, fin juillet un couple est mis à mort par lapidation pour avoir conçu plusieurs enfants hors mariage,.
Abandonnée par les djihadistes au début de l'opération Serval, la ville est prise la nuit du 2 au 3 février par les rebelles touaregs du MNLA épaulés par les forces spéciales françaises, qui sont bien accueillis par les habitants. Le 7 février 2013, des troupes françaises accompagnées par des éléments de l'armée tchadienne occupent la ville.
Jusqu'au mois de juillet 2013, les troupes tchadiennes sont chargées par la MINUSMA, avec des éléments français, de sécuriser la ville.
À la période des élections présidentielles, en accord avec les autorités militaires françaises et l'ONU, une compagnie du premier bataillon de l'armée gouvernementale malienne (formée par les instructeurs de l'Union européenne) reprend position aux abords de la ville pour la première fois depuis 2012 et la prise de contrôle de la ville par la rébellion touareg.
La MINSMA qui était présente dans la ville depuis 2013 annonce son retrait de la ville le 23 octobre 2023  . Ce retrait fait suite à la résolution 2690 adoptée par le Conseil de sécurité des Nations unies sur la fin de sa présence au Mali . En effet, les Nations unies ont accédé à la demande des autorités maliennes qui avait demandé le retrait sans délai des troupes des onusiennes du Mali le 16 juin 2023 

## Administratif
Aguel'hoc est la localité principale de la commune. Elle accueille les infrastructures (mairie, école, centre de santé, collège, institut de formation des maîtres, boutiques). D'autres localités sont désignées : Taghlit (école, centre de santé, boutiques), Tassidjimt (jardins), Ukinik, Telabit (école, centre de santé, jardins, boutiques), In Akafel (école, centre de santé, boutiques), Tamuscat, Matalmen, Marat (école), Tagharabat, Soran, Laway laway, Aslagh, Inamzil (école, jardins), In Tefouq (jardins), Sawané (jardins).
La commune est divisée en sept « secteurs » administratifs, indispensables pour décentraliser la gestion sur une commune de cette superficie : Adielhoc, In Amzel, Taghlit, Tassigdimt, Tagharabat, Telabit, In Akafel. Les secteurs sont probablement amenés à se multiplier, et sans doute, à terme, certains deviendront-ils communes.

## Politique
| Année | Maire élu            | Parti politique |
| ----- | -------------------- | --------------- |
| 2004  | Abinadje Ag Abdallah | URD             |
| 2009  | Abinadje Ag Abdallah | URD             |

## Santé
La ville d'Aguel'hoc dispose d'une centre de santé et trois postes de santé avancés (PSA) : Aguel'hoc « village » dispose d'un centre de santé animé par un infirmier diplômé appuyé par une matrone responsable de la pharmacie ; Taghlit, Taathist et In Akafel disposent d'un poste de santé avancé (comportant une salle d'examen et une pharmacie dotée d'un stock de médicaments) animé chacun par un secouriste qui a reçu un complément de formation validé par le médecin de Tessalit.

## Enseignement
La commune dispose d'une école fondamentale au village d'Aguel'hoc et de cinq écoles de brousse à In Amzel, Telabit, In Akafel, Taghlit et Marat. Une sixième en construction à Matalmen (ouverture à la rentrée 2008). L'effectif scolarisé sur la commune est de 862 élèves dont 388 filles. Il existe également un collège secondaire ouvert à la rentrée 2006. Il comporte trois classes et scolarise 52 élèves dont 19 filles.
L'Institut de formation des maîtres (IFM) a ouvert à la rentrée 2007. Il accueille actuellement 300 élèves venus de l'ensemble du pays.

## Cinéma
Le film Timbuktu du cinéaste mauritanien Abderrahmane Sissako est inspiré d'une histoire vraie qui s'est déroulée à Aguel'hoc, en 2012.